# Séptima Compañía de Infantería Macho de Monte
La Séptima Compañía de Infantería Macho de Monte, también conocido como Batallón Macho de Monte fue una compañía de las Fuerzas de Defensa de Panamá. Tuvo su sede en la antigua base militar de las FFDD en Río Hato, Coclé. Esta compañía fue una de las más conocidas entre las Fuerzas de Defensa de Panamá y se caracterizaban por ser los escoltas del comandante y por ser una de las compañías más buenas. Al igual que el resto de las Fuerzas de Defensa de Panamá se disolvió el 20 de diciembre de 1989 durante la invasión de Panamá.

## Historia

### Fundación
La Séptima Compañía de Infantería Macho de Monte fue fundada el 7 de abril de 1969 y su primer dirigente fue Ediberto del Cid, el y unos dieciséis hombres fueron escogidos por el General Omar Torrijos para formar la nueva unidad en ese entonces.
De 1983 a 1988 Los Macho de Monte recibieron constante adiestramiento militar de parte del veterano de Guerra de Malvinas(VGM) , Teniente Coronel Argentino Mohamed Ali Seineldin quien transmitió sus conocimientos en inteligencia militar, supervivencia en teatros bélicos, asalto urbano, tiros de precisión y guerra de guerrillas. 

### Golpe militar del 3 de octubre de 1989
El 3 de octubre de 1989 se intenta dar un golpe de Estado al régimen del general Manuel Antonio Noriega, esto fue organizado y realizado por miembros de las Fuerzas de Defensa de Panamá y dirigido por el mayor Moisés Giroldi.  Al principio los Golpistas bajo el mando del mayor Giroldi lograron hacerse con el Cuartel Central y capturar al general Noriega pero a medida que pasaba el tiempo se les complicaban las cosas. Anteriormente los golpistas habían acordado con el Comando Sur que el ejército norteamericano mandaría un helicóptero para retirar al general Noriega una vez capturado pero esto nunca ocurrió, el helicóptero nunca bajo y nunca retiro al general Noriega y los Golpistas se vieron obligados a atrincherarse en el Cuartel Central. Anteriormente el general Noriega había logrado pedir ayuda a la base militar de río hato, a lo que la Séptima Compañía de Infantería Macho de Monte fue enviada vía aérea desde la base militar de río hato hasta la Ciudad de Panamá a sofocar el golpe. Tiempo después los golpistas se rindieron y fueron capturados, más tarde Noriega ordena fusilar a Giroldi y los demás golpistas.

### Disolución
Al igual que el resto de las unidades y en general de las Fuerzas de Defensa de Panamá se disolvió el 20 de diciembre de 1989 a raíz de la invasión estadounidense de Panamá.

## Estructura
la Séptima Compañía de Infantería Macho de Monte se estructuraba de la siguiente forma:
- 3 Pelotones de Fusileros
- 1 Pelotón de Guardia Interior
- 1 Sección de Morteros

### Secciones especiales
1. 1 Comando
2. 1 Sección de Hombres Rana
3. 1 Sección de Explosivistas
4. 1 Sección de Pana-Jungla

- 1 Sección Motorizada Cocuyos Montañeros

## Significado del Nombre
El nombre de "Macho de Monte" es inspirado en el Tapir, en Panamá le tienen el sobrenombre de "Macho de Monte" al tapir. Se inspiraron en este animal para el nombre de la unidad porque el tapir tiene cualidades como: Paciencia, Iniciativa, Agresividad, Decisión, Valor, Sagacidad y Fortaleza. Estas cualidades representan a la Séptima Compañía de Infantería "Macho de Monte".